# Thomas Slingsby Duncombe
Thomas Slingsby Duncombe (1796. – Brighton, 1861. november 13.) angol politikus.

## Élete
Thomas Duncombe és Emma Hinchcliffe fiaként született. Hertfordban 1826-ban beválasztották a parlamentbe, a reform-bill mellett buzgólkodott, 1834-től Finsburyt, London egyik városrészét képviselte a parlamentben és ezóta a legradikálisabb és demokrata elveket vallotta. Szószólója volt a három évi ülésszaknak, a választási jognak a munkásosztályokra való kiterjesztésének, a titkos szavazásnak és az egyháznak az államtól való különválasztásának. Általános népszerűségre azonban csak azután tett szert, amikor James Graham minisztert a Mazzini ügyben elkövetett levéltitok megsértése miatt kérlelhetetlen és kíméletlen módon 1843-ban megtámadta. A magyar szabadságharcot a legnagyobb rokonszenvvel kísérte és több ízben lelkesen szólalt fel jogos ügyünk érdekében, amiért is vezérfériaink hálairatot intéztek hozzá. Később közcsodálkozásra III. Napóleonnak lelkes csodálója volt.